# جوفاني بورلي
جيوفاني ألفونسو بورلي (ولد في 28 يناير سنة 1608 وتوفي في 31 ديسمبر سنة 1679) كان فيزيائي ورياضي إيطالي من عصر النهضة ساهم في في المبادئ الحديثة للبحث العلمي بالاستمرار في عمل غاليلو غاليلي باستبدال المراقبة بالاختبار. تدرب على الرياضيات كما قام بدراسة موسعة عن أقمار المشتري. ودراسات حول آلية الحركة عند الحيونات، كما ساهم في الحقل المجهري في معرفة مكونات الدم. كما استخدم المجهر في اكتشاف حركة فوهات النباتات. كما قام بدراسات في الطب والجيولوجيا خلال حياته

## روابط خارجية
- جوفاني بورلي على موقع الموسوعة البريطانية (الإنجليزية)
- جوفاني بورلي على موقع إن إن دي بي (الإنجليزية)